# Rymdstoft

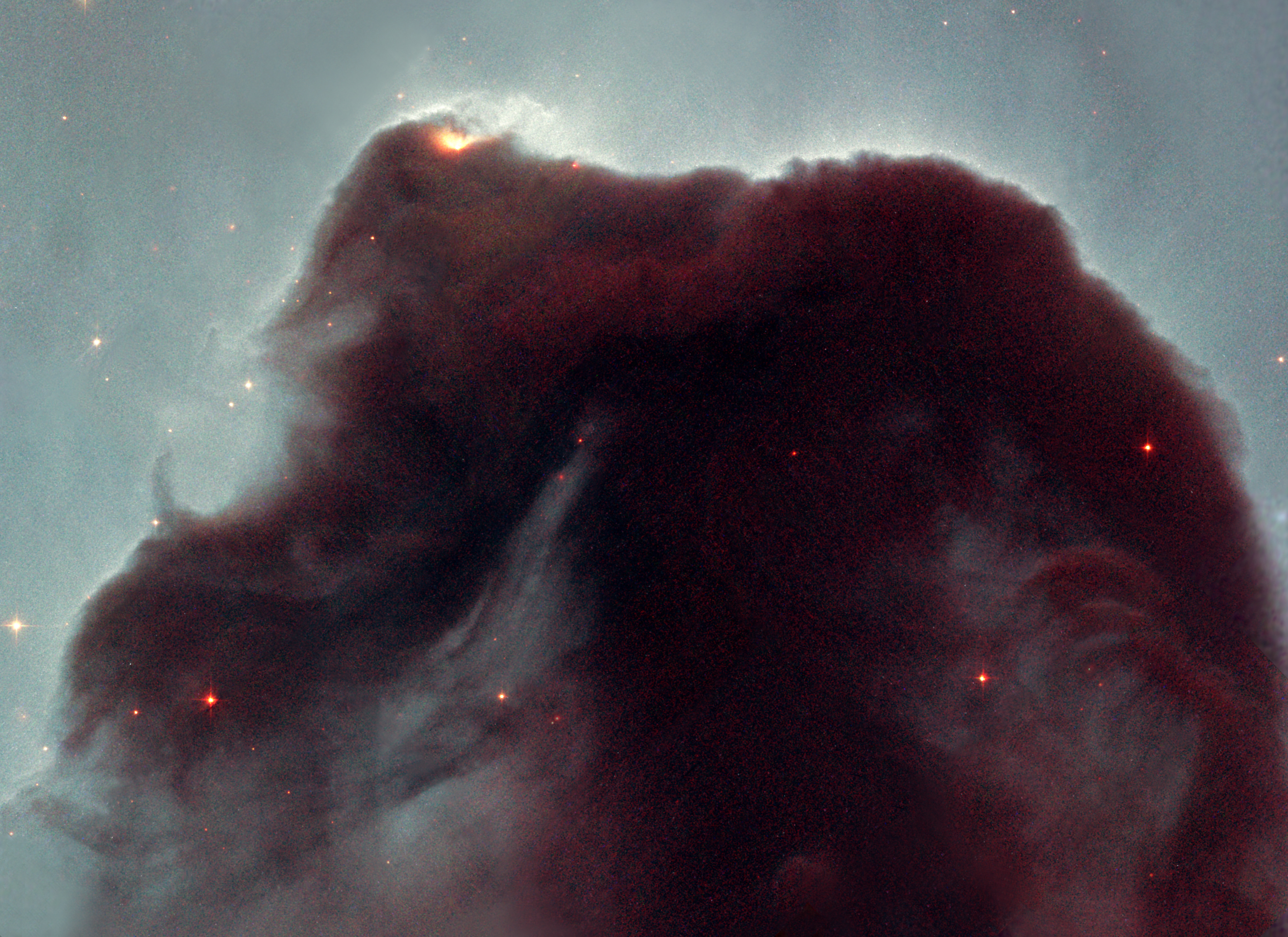
Rymdstoft i Hästhuvudnebulosan fotograferat av Rymdteleskopet Hubble

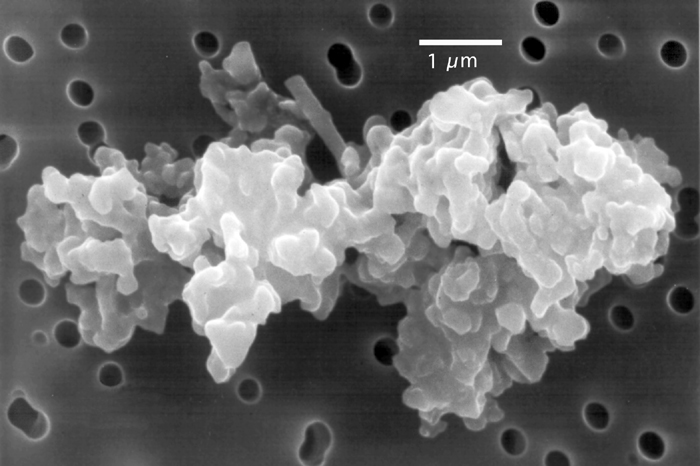
Porös interplanetär stoftpartikel

Rymdstoft eller kosmiskt stoft är partiklar i olika storlek, sammansättning och koncentration. Detta förekommer såväl interplanetärt, interstellärt som mellan galaxerna, men dess studium brukar inom astronomin hänföras till det interstellära mediet. Med infrarödastronomin fick dessa tidigare besvärande stoftpartiklar en roll och kunde observeras vara betydande och vitala cykliska komponenter i astrofysiska processer.
Rymdstoft driver till exempel massförlusten i stora stjärnors slutstadier och supernovaexplosioner har nyligen visats vara huvudkällan till kosmiskt stoft. Det spelar en huvudroll i stjärnbildningen och bildandet av planeter. I solsystemet är rymdstoftet ansvarigt för zodiakalljuset, planetringar och kometer.
Studiet av rymdstoft är ett mångfacetterat forskningsfält, som sammanför skilda vetenskapsområden: fysik (fasta tillståndets fysik, elektromagnetism, ytfysik, statistisk fysik, termodynamik), fraktal matematik, kemi (kemiska reaktioner på kornytor), meteoritik, liksom flertalet grenar inom astronomi och astrofysik.